# Mayersville
La ville de Mayersville est le siège du comté d'Issaquena, situé dans l'État du Mississippi, aux États-Unis.